# This Night (Destroyer)
This Night è il quinto album in studio del gruppo musicale canadese Destroyer, pubblicato nel 2002.

## Tracce
Testi e musiche di Dan Bejar.
1. This Night – 5:57
2. Holly Going Lightly – 5:08
3. Here Comes the Night – 6:35
4. The Chosen Few – 3:59
5. Makin' Angels – 4:14
6. Hey, Snow White – 7:54
7. Modern Painters – 3:00
8. Crystal Country – 3:44
9. Trembling Peacock – 4:16
10. I Have Seen a Light – 5:06
11. Students Carve Hearts out of Coal – 3:46
12. Goddess of Drought – 3:31
13. Self Portrait with Thing (Tonight Is Not Your Night) – 6:26
14. The Relevant Ballads – 0:37
15. The Night Moves – 3:49